# Hans Driesch

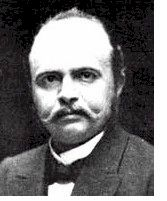
Hans Driesch

Hans Adolf Eduard Driesch (* 28. Oktober 1867 in Kreuznach; † 17. April 1941 in Leipzig) war ein deutscher Biologe und Philosoph.

## Leben
Hans Driesch besuchte von 1877 bis 1886 die Gelehrtenschule des Johanneums in Hamburg. Er studierte zunächst ab 1886 an der Universität Freiburg bei August Weismann, ab 1887 an der Universität Jena Zoologie bei Ernst Haeckel und Oscar Hertwig und Botanik bei Ernst Stahl. 1889 hielt er sich auf der neu gegründeten meeresbiologischen Station Plymouth zu Studien auf. 1889 promovierte er bei Haeckel mit seiner Arbeit „Tektonische Studien an Hydroidpolypen“. 1890 unternahm er Studienreisen nach Indien und Lesina. Ab 1891 forschte er an der Zoologischen Station Neapel. 1907 und 1908 hielt er Vorlesungen an der Universität Aberdeen in Schottland im Rahmen der Gifford Lectures. 1909 wurde Driesch Privatdozent für Naturphilosophie an der Universität Heidelberg, 1911 außerordentlicher Professor und 1920 Ordinarius für Philosophie an der Universität Köln und ab 1921 ordentlicher Professor und Direktor des Philosophischen Seminars der Universität Leipzig. Die Universität Hamburg verlieh Driesch 1923 den medizinischen, die Universität Nanking im selben Jahr einen naturwissenschaftlichen Ehrendoktor.
Hans Driesch war seit 1899 mit der Schriftstellerin Margaretha Reifferscheidt (1874–1946) verheiratet. Eines seiner Kinder war der Komponist Kurt Driesch. Bei seinem Begräbnis auf dem Neuen Johannisfriedhof wurde nach seinem Wunsch aus Richard Wagners Parsifal gespielt.

## Experimentelle Forschungen
Ab 1891 führte Driesch an der Zoologischen Station Neapel experimentelle entwicklungsmechanische Studien an Seeigelkeimen durch. Er trennte die Keime in ihrem zweizelligen Stadium der Furchungszellen durch heftiges Schütteln in einem kleinen Glasrohr. Die überlebenden Furchungszellen entwickelten sich genauso, als wenn sie nicht von ihrer Schwesterzelle getrennt worden wären. Jede der Zellen war also in der Lage, einen kompletten Organismus hervorzubringen. Dementsprechend bezeichnete Driesch die gesamte Entwicklungsmöglichkeit einer Zelle als ihre „prospektive Potenz“ und das, was bei einer normalen Entwicklung tatsächlich aus der Zelle hervorgeht, als ihre „prospektive  Bedeutung“. Beim Seeigel ist die prospektive Potenz der Blastomeren größer als die prospektive Bedeutung.
Driesch variierte diese Experimente vielfach mit unterschiedlichen Organismen und stieß dabei immer wieder auf deren Fähigkeit, Zerstückeltes und Zerstörtes selbsttätig wiederherzustellen. Weil es Driesch nicht gelang, dies im Hinblick auf die biologische Morphogenese auf mechanistische und damit materialistische Weise zu erklären, irritierte ihn dieses Ergebnis. Bei einem „Mechanismus“ seien die „Anordnung der Teile, die 'Konstellation', die 'Struktur' und die letzten Wirkungsgesetze zwischen den Teilen“ das Entscheidende. Die bei Drieschs Experimenten beobachteten Ergebnisse seien jedoch durch einen in dieser Weise verstandenen Mechanismus nicht zu erklären.

## Philosophie

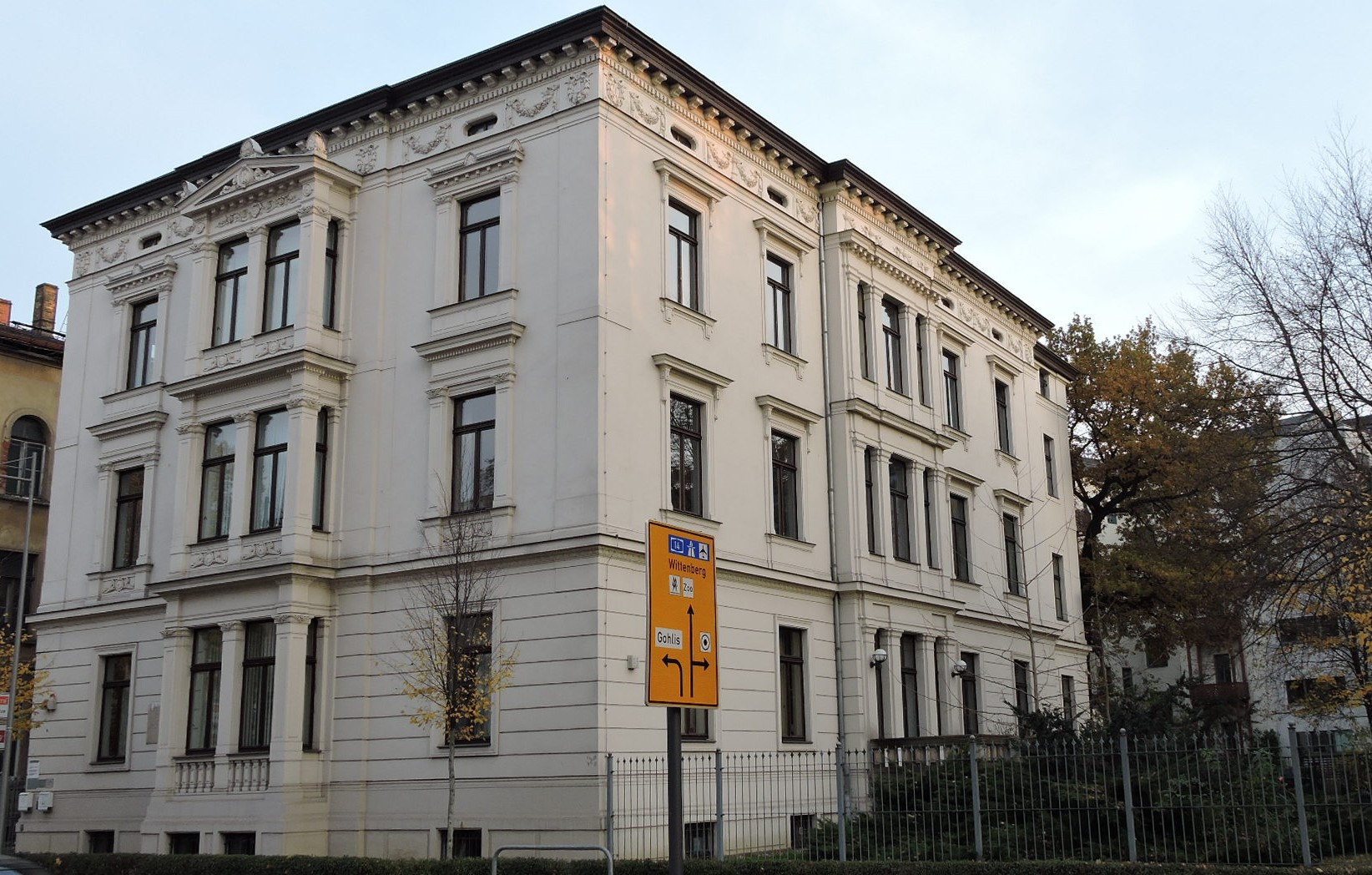
Leipzig, ehemaliges Wohnhaus von Hans Driesch in den Jahren 1921 bis 1941, Emil-Fuchs-Straße Nr. 1 (2014)

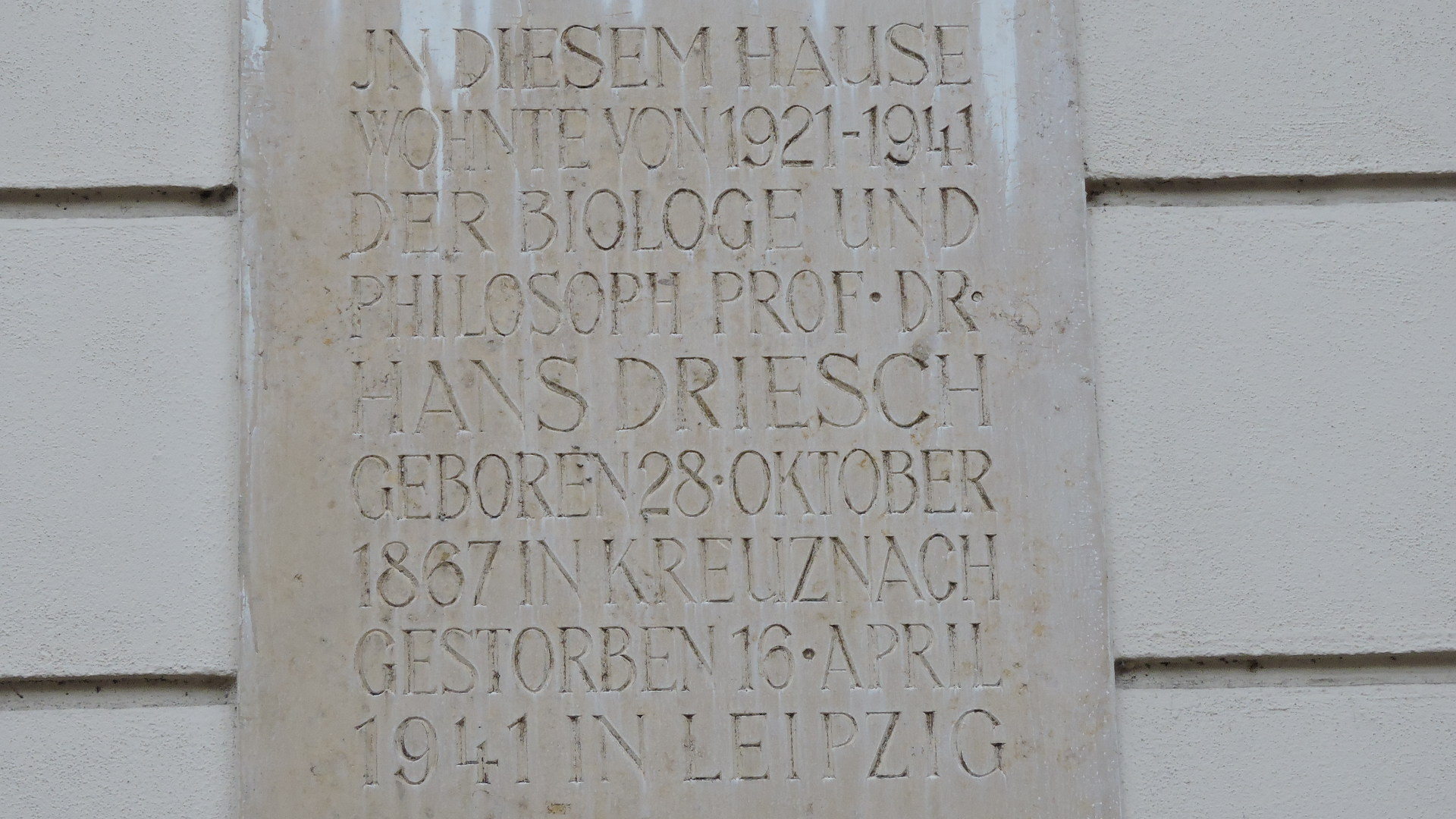
Leipzig, Gedenktafel für Hans Driesch an seinem ehemaligen Wohnhaus, Emil-Fuchs-Straße Nr. 1 (2014)

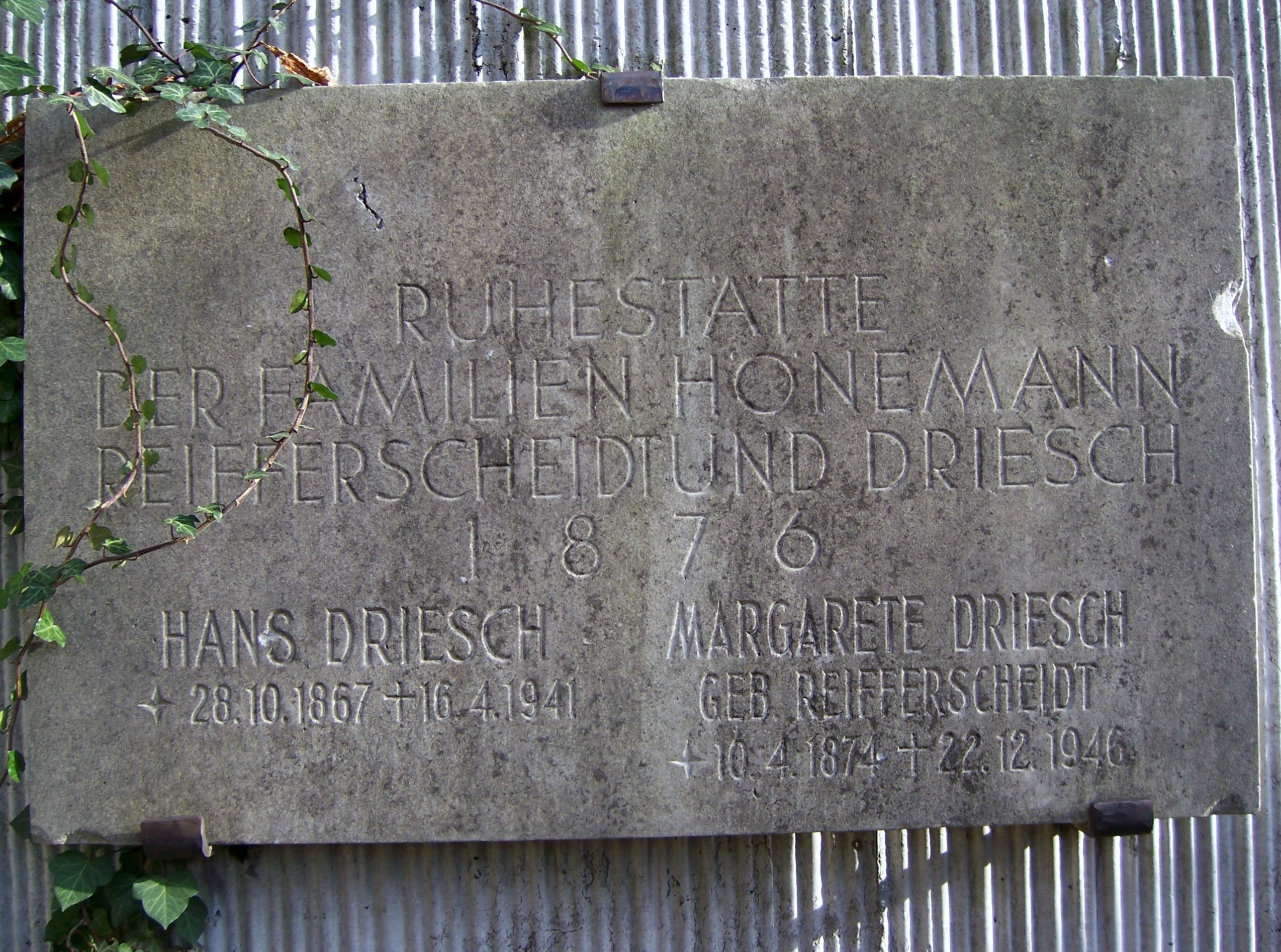
Leipzig, Grabtafel Hans Driesch auf dem Neuen Johannisfriedhof

Das in Drieschs Augen unter mechanistischen und materialistischen Voraussetzungen nicht erklärbare Ergebnis seiner Experimente führte ihn zur Philosophie. Seine Ausgangsfrage lautete: „Ist eine gegebene rein materielle Struktur als Grundlage des Formbildungsgeschehens denkbar oder nicht?“ Den Begriff „Mechanismus“ verstand er dabei wie folgt: Alle künftigen Zustände können aus einem gegenwärtigen Zustand abgeleitet werden, wenn in Bezug auf den gegenwärtigen Zustand bekannt sind: 1. die Lagen jedes materiellen Elements, 2. die Geschwindigkeit jedes Elements und 3. das Gesetz der Wechselwirkung zwischen den Elementen. In diesem Sinne seien die künftigen Geschehnisse die geometrische Summe aller einzelnen Bewegungen und Kräfte der materiellen Elemente.
Driesch hielt es für unmöglich, die Morphogenese der Organismen auf diese Weise hinreichend zu erklären. Obwohl Driesch es war, der den Begriff des biologischen Systems einführte, war er der Meinung, dass auch eine systembiologische Sicht an diesem Tatbestand nichts ändere: „Geordnete Ganzheit ist kein 'Mechanismus', und aus echtem Mechanismus kann sich nie Ganzheit ergeben [...]“
Driesch forderte daher zusätzlich zu den physiko-chemischen Vorgängen einen Naturfaktor, der die geordnete Ganzheit des Organismus erzeugt. In diesem Faktor sah er den entscheidenden Unterschied zwischen Belebtem und Unbelebtem. Er nannte ihn, ausgehend von Aristoteles, „Entelechie“. Gelegentlich sprach er auch von „X-Agentien“. Es handle sich dabei um einen immateriellen Faktor, der – da alles Materielle räumlich ist – wie von „außerhalb“ in den Raum hineinwirke. „Die vitale Kausalität, mit dem Begriff der Entelechie als einem nicht-materiellen, 'in den Raum hinein' wirkenden Agens arbeitend, heißt Ganzheitskausalität, weil der Organismus ganz ist und nach Störungen wieder ganz ganz wird.“ Nicht auf die Bezeichnung komme es jedoch an, sondern „nur auf die Einsicht, dass ein der Materie gegenüber grundsätzlich Fremdes am Werk ist, das, anders gesagt, nicht von der Materie aus, sondern mit der Materie hier gearbeitet wird.“
Mit diesem Ansatz wurde Driesch 1893 zu einem zentralen Vertreter des Neovitalismus, dessen vor allem naturphilosophischen Werke in den 1920er Jahren sowohl unter Laien als auch unter Biologen und Zoologen weite Verbreitung fanden. Von der engeren Biophilosophie ausgehend entwickelte Hans Driesch eine umfangreiche Gesamtphilosophie, die auch die Bereiche Psychologie, Wissenschaftstheorie, Relativitätstheorie und der Ethik umfasst. Die Grundausrichtung seiner Philosophie bestand in einer Kritik des Materialismus bzw. Naturalismus sowie deren reduktionistischer Natur.
Ab 1924 beschäftigte sich Driesch auch mit der Parapsychologie, fungierte 1926–27 als Präsident der Society for Psychical Research und publizierte im Jahr 1932 eine Methodenlehrbuch für dieses Gebiet.

## Ehrungen
In Leipzig ist eine große Straße im Stadtteil Leutzsch nach Hans Driesch benannt, sie verlängert die Achse der Emil-Fuchs-Straße, in der sein ehemaliges Wohnhaus steht. Im Kölner Stadtbezirk Lindenthal wurde das Wirken von Hans Driesch ebenfalls durch die Benennung einer Straße geehrt, desgleichen 1967 im Hamburger Stadtteil Eidelstedt mit der Benennung des Drieschwegs.
Driesch wirkte über viele Jahre als Mitarbeiter an der populärwissenschaftlichen illustrierten Monatsschrift Reclams Universum mit, die anlässlich seines 60. Geburtstags in ihrer Ausgabe vom 27. Oktober 1927 seiner gedachte.
Driesch war pazifistischer und demokratischer Gesinnung, musste daher als einer der ersten Professoren aufgrund seines früheren Eintretens für pazifistisch gesinnte Kollegen unter dem Zwang der NS-Diktatur seine Emeritierung beantragen und war so von seiner Hochschullehrtätigkeit ausgeschlossen.
Im Jahr 2013 stiftete Michael W. Driesch, der mit Hans Driesch nicht verwandt ist, einen Hans-Driesch-Wissenschaftspreis, der von der Universität Witten/Herdecke vergeben wird.

## Driesch bei Kurt Tucholsky
Angesichts einer im Jahr 1928 gehaltenen Rede Hans Drieschs vor dem Reichsgericht in Leipzig, in der er sich indirekt auch für Mitglieder der Deutschen Liga für Menschenrechte einsetzte, die wegen ihres öffentlich geäußerten radikalen Pazifismus angeklagt waren, beschrieb der Dichter Tucholsky Driesch als „höchst couragiert,“ der für die Angeklagten „in verdienstvoller Weise eingetreten“ sei, aber er bedauert, dass Driesch nicht viel eindeutiger und ohne Rücksichten auf Konventionen geredet habe.

## Schüler
- Erwin Ditz
- Walter Ehrlich
- Norbert Elias
- Wolfgang Fortner
- Erich Fromm
- Arnold Gehlen (Promotion 1927, Habilitation 1930)
- Rudolf Harms (Promotion 1922)
- Friedrich Haufe (Promotion 1925)
- Ernst Jünger
- Jacques Maritain
- Walter Nigg
- Helmuth Plessner
- Helmut Schelsky
- Werner Schingnitz (Promotion 1923, Habilitation 1926)
- Otto Stammer

## Schriften (Auswahl)
- Die "Seele" als elementarer Naturfaktor, Leipzig 1903.
- Die Biologie als selbständige Grundwissenschaft und das System der Biologie, 2. Auf. Leipzig 1911.
- Der Begriff der organischen Form, Berlin 1919. Digitalisat
- Das Problem der Freiheit, 2. Aufl. Darmstadt 1920.
- Leib und Seele, 2. Aufl. Leipzig 1920.
- Die Philosophie des Organischen, 2. Aufl. Leipzig : Engelmann, 1921
- Mein System und sein Werdegang, 2. Aufl. Philosophie in Selbstdarstellungen, Leipzig 1922.
- Ordnungslehre. Ein System des nichtmetaphysischen Teiles der Philosophie. 2. Aufl. Jena 1923.
- Grundprobleme der Psychologie, Leipzig 1926.
- Die sittliche Tat. Ein moralphilosophischer Versuch, Leipzig 1927.
- Relativitätstheorie und Weltanschauung, 2. Aufl. Leipzig 1929.
- Wirklichkeitslehre. Ein metaphysischer Versuch. 3. Aufl. Leipzig 1930.
- Philosophische Forschungslehre, Leipzig 1930.
- Parapsychologie. Die Wissenschaft von den "okkulten" Erscheinungen. Methodik und Theorie. München 1932.
- Philosophische Gegenwartsfragen, Leipzig 1933.
- Die Überwindung des Materialismus, Zürich 1935.
- Alltagsrätsel des Seelenlebens, Stuttgart 1938.
- Der Mensch und die Welt, 2. Aufl. Zürich 1945.

## Literatur

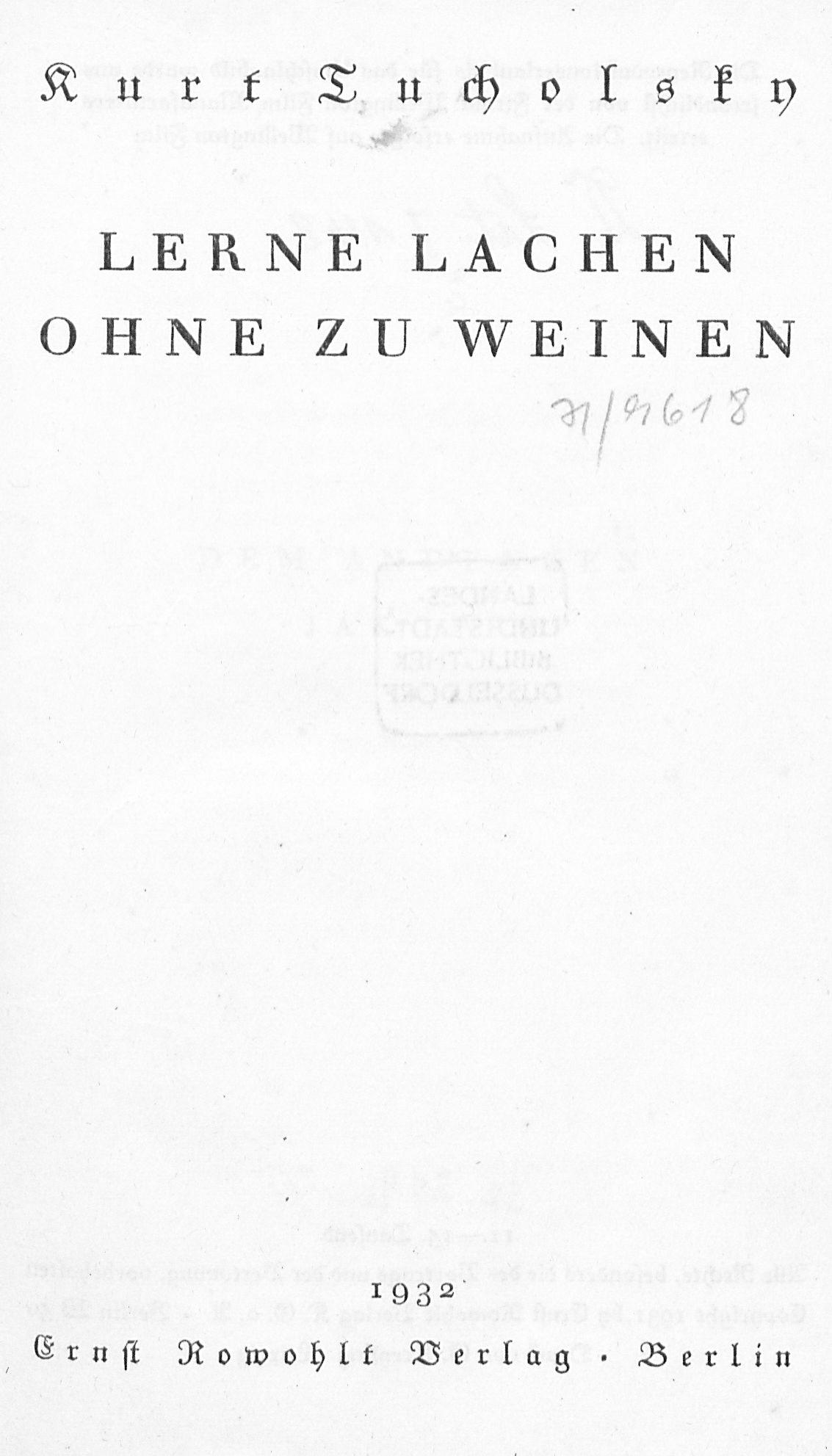
Kurt Tucholsky; Lerne lachen ohne zu weinen